# Läppe
Läppe är en tätort vid Hjälmarens strand i Västra Vingåkers socken i Vingåkers kommun.
Läppe ligger cirka 50 km sydost om Örebro och är ett område som familjer sökt sig till sedan förra sekelskiftet för rekreation både sommar och vinter. Orten var tidigare en lastageplats vid Hjälmaren. 
Läppe omtalas i dokument första gången 1409. Namnet tros ha kommit från ån som rinner genom byn, och tros komma från ett fornsvenskt lapp/läpp med betydelsen flik eller liknande, syftande på åns slingrande lopp. 1409 var Läppe ett torpställe med en kvarn, tillhörig biskop Styrbjörn i Strängnäs. Läppe lades sedan under biskopsbordet i Strängnäs, men drogs under 1500-talet in till Gustav Vasa, och skattköptes senare. Det räknas först som ett helt men reducerades senare till 3/4 mantal. Jordbruket var klent och jorden bestod mest av sandmylla, och kvarnen torde ha varit den viktigaste tillgången för gården. Tillsammans med byarna Hälleråd och Stavhälla utgjorde Läppe en utbygd i Vingåker skild från resten av byggden genom ett skogsbälte.
Konduktören Gerhard Willemoth lät 1756 bygga ut Stavhälla hamn till en fri hamn, och hade för avsikt att anlägga köping här. Motståndet från kringliggande städer var dock starkt och någon köping kom aldrig till stånd. Hamnen var god men utsatt för stormar. Ett stenkummel som utgjorde vågbrytare rasade 1816, varefter Christian Eberstein som ägde Högsjö bruk lät anlägga en ny. Planer skall ha funnits på att flytta hamnen till en mer skyddad plats, men först på 1820-talet sedan J. G. Norstedt blivit ägare till Stavhälla med Läppe gård flyttades hamnen till ett mer skyddat läge på Läppes ägor.
Läppe var tidigare delat mellan Vingåkers kommun (Södermanlands län) och Örebro kommun (Örebro län). Den större delen låg dock i Vingåkers kommun. Men den 1 januari 1995 gjordes en gränsrevision så att nästan hela den del som tidigare legat i Örebro kommun överfördes till Vingåkers kommun. Fastighetsbeteckningarna för denna del är dock fortfarande Östra Dimbo.
1990 avgränsades en småort med beteckningen Läppe i västra delen av området. 1995 avgränsades en småort även i östra delen av området, också denna betecknades Läppe och fick småortskod S1243. 2010 betecknades den senare Läppe (östra delen). 2015 bildades av bebyggelsen i båda områden en tätort.
| Befolkningsutvecklingen i Läppe 2015–2020                                                            | Befolkningsutvecklingen i Läppe 2015–2020 | Befolkningsutvecklingen i Läppe 2015–2020 | Befolkningsutvecklingen i Läppe 2015–2020 | Befolkningsutvecklingen i Läppe 2015–2020 |
| --- | ----------------------------------------- | ----------------------------------------- | ----------------------------------------- | ----------------------------------------- |
| |                                           |                                           |                                           |                                           |
| År                                                                                                   |                                           |                                           | Folkmängd                                 | Areal (ha)                                |
| 2015                                                                                                 | 2015                                      |                                           | 221                                       | 136                                       |
| 2018                                                                                                 | 2018                                      |                                           | 250                                       | 139                                       |
| 2020                                                                                                 | 2020                                      |                                           | 254                                       | 136                                       |
| Anm.: ny tätort 2015, var före dess två småorter som 2010 tillsammans hade 161 invånare på 79 hektar |                                           |                                           |                                           |                                           |